# Mark Childress
Mark Childress (* 1957 in Monroeville, Alabama) ist ein US-amerikanischer Schriftsteller.

## Leben
Er wuchs im Mittleren Westen und in den Südstaaten der USA auf. Nach Abschluss an der Universität von Alabama 1978 arbeitete er für einige Zeitungen im Süden der USA als Reporter.
Childress veröffentlichte bislang fünf Romane, sein erfolgreichstes Buch, Verrückt in Alabama, war zehn Monate lang auf der Bestsellerliste des Spiegel.
Mark Childress gilt als einer der wichtigsten neuen Autoren der Südstaaten und wird zuweilen mit Harper Lee verglichen. Er lebt zurzeit in New York und New Orleans.

## Werke
- 1984 A World Made of Fire
  - Welt aus Feuerdt. von Bernhard Radke; Goldmann, München 1996, ISBN 3-442-42310-4.
- 1988 V for Victor
  - Große Abenteuer, dt. von Frank Böhmert; Goldmann, München 2001, ISBN 3-442-42309-0.
- 1990 Tender
  - Heartbreak-Hotel, dt. von Hans M. Herzog; Goldmann, München 1995, ISBN 3-442-42308-2.
- 1993 Crazy in Alabama
  - Verrückt in Alabama, dt. von Rudolf Hermstein; Goldmann, München 1994, ISBN 3-442-30471-7.
- 1998 Gone for Good
  - Der Bruchpilot, dt. von Rudolf Hermstein; Goldmann, München 1998, ISBN 3-442-30770-8.
- 2006 One Mississippi
  - Abgebrannt in Mississippi, dt. von Rainer Schmidt; Goldmann, München 2006, ISBN 3-442-30114-9.
- 2011 Georgia Bottoms
  - Haben Sie das von Georgia gehört?, dt. von Rainer Schmidt; Goldmann, München 2011, ISBN 978-3-442-31215-3.

### Verfilmungen
- Crazy in Alabama, 1999, unter der Regie von Antonio Banderas, mit Melanie Griffith, David Morse und Lucas Black

## Auszeichnungen
- Thomas Wolfe-Award